# 错位 (网络剧)
《错位》是爱奇艺迷雾剧场2024年推出的悬疑网络剧，改编自日本作家松本清张的小说《交错的场景》，由韩三平监制、郭映嘉执导，马伊琍、佟大为、高至霆领衔主演。该剧由爱奇艺自2024年7月11日起全网独播，一共有15集。

## 剧情概要
《错位》讲述女警姜光明和新人警察石落调查一桩“雨夜悬案”的故事。姜光明发现知名作家顾己鸣的最新小说内容与案件细节高度相似，这给警方的调查带来新的突破口，同时也引发新的疑问和困惑。剧集通过“小说杀人”的悬疑元素，逐渐揭开案中案的真相，打破观众对推理剧的传统预期，转而刻画人性。
故事发展的另一条主线，描写顾己鸣如何借助残疾妻子实现野心，展现他从无名小卒到堕落的心理过程，以及大小姐苏真真在车祸前后的情感变化。剧集通过对人物内心的描绘，展示人性从单纯走向邪恶的过程，最终传达了勇气回归正途、打破困局、找回真我的正向价值。
在结局中，姜光明因丈夫出轨决定离婚，迎来新生；顾己鸣自首，承担自己的罪行，寻求灵魂的救赎；苏真真则选择重新站起来，开启新的人生。

## 演员阵容

### 主要人物
- 马伊琍 饰演 姜光明，刑警队的王牌刑警。
- 佟大为 饰演 顾己鸣，曾经是默默无名的作家，因最新犯罪小说《黑雨》一炮而红成为知名作家。
- 高至霆 饰演 石落，刑警，姜光明的搭档。

### 特别出演
- 蓝盈莹 饰演 苏真真，富家千金、顾己鸣的女友，因一场车祸双腿失去知觉。
- 王劲松 饰演 唐寻，知名作家。警方调查张晴案件过程中发现他曾出现在案发现场附近，但却得知案发后两个月他因癌症去世。

### 友情出演
- 郑水晶 饰演 江娜，海滨酒店服务员，唐寻的书迷。唐寻在酒店闭关写作期间，江娜帮助照顾唐寻带回酒店的小狗，但在唐寻离开酒店后，江娜便失去音讯。
- 宋宁峰 饰演 徐康，姜光明的丈夫。
- 徐百慧 饰演 楊慧，唐寻的妻子，似为丈夫隐藏不可告人的秘密。
- 高曙光 饰演 王洪波[8]，公安局局长，姜光明的上级领导。
- 魏子昕 饰演 黄知章[8]，顾己鸣曾经工作的杂志社总编。
- 李彧 饰演 李非，水电修理工，因入室抢劫并强奸张晴而被捕。
- 王艺哲 饰演 小章，张晴案专案组刑警，石落的暗恋对象。
- 路宏 饰演 贺鹏[9]，顾己鸣的大学校友和室友，在海滨酒店偶遇江娜并对她一见钟情。
- 邵伟桐 饰演 刘强，张晴案专案组刑警。
- 杨昆 饰演 周红霞[9]，姜光明的母亲。

## 制作
该剧是主演马伊琍与佟大为继《奋斗》《婚姻保卫战》之后时隔13年的第三度合作，2023年3月25日宣布杀青，全程在广东惠州拍摄，为期两个月。

## 电视剧原声带
| 曲序 | 曲目                 |        | 作曲     | 编曲     | 製作人   | 演唱   | 时长 |
| ---- | -------------------- | ------ | -------- | -------- | -------- | ------ | ---- |
| 1.   | 作者（主题曲）       | 陈可心 | 斯人弘毅 | 斯人弘毅 | 斯人弘毅 | 刘宇宁 | 4:40 |
| 2.   | 错（宣传曲）         |        |          |          |          | 許馨文 |      |
| 3.   | 你约等于春天（插曲） | 陈可心 | 斯人弘毅 | 斯人弘毅 | 斯人弘毅 | 金玟岐 |      |